# Mic Mac Adam
Mic Mac Adam est une série de bande dessinée belge créée par le scénariste Stephen Desberg, le dessinateur André Benn et la coloriste Jacqueline Benn publiée entre 1978 et 2007.

## Description
La série a tout d'abord été publiée de 1978 à 1987 dans Le Journal de Spirou et éditée en album de 1982 à 2000 par les éditions Dupuis, puis aux éditions Fleurus et Loup. Cette première série a été catégorisée comme les premières aventures de Mic Mac Adam et comporte six tomes. Le dessinateur André Benn reprend ensuite la série avec les scénaristes 
Yves et Luc Brunschwig, Sylvain Runberg et le coloriste Christian Lerolle de 2001 à 2007 aux éditions Dargaud. Cette deuxième série est catégorisée Les nouvelles aventures de Mic Mac Adam et elle comporte cinq tomes. Cette série est terminée et contient onze volumes.

### Synopsis
Mic Mac Adam est un détective écossais, fumeur de pipe et fidèle du costume traditionnel, qui enquête sur des affaires mystérieuses et où le surnaturel joue un rôle important. L'action se passe à Londres ou en Ecosse au début du XXe siècle. Le détective va être confronté à de nombreux crimes mais aussi à des monstres, des sorcières.

### Personnages
- Mic Mac Adam: Détective écossais, il fume la pipe et porte le kilt traditionnel dans toutes ses aventures.
- L'inspecteur Daydream: Inspecteur de Scotland Yard et présent sur différentes enquêtes de Mic Mac Adam
- Le dinoshomme Un personnage mi-humain mi-dinosaure que Mic Mac Adam trouve dans un laboratoire d'expérimentation puis garde chez lui.

## Création
Pour les "premières aventures", André Benn fait la connaissance de Stephen Desberg alors qu’il travaille au journal Tintin. Ayant changé pour le journal ‘’Spirou’’, il propose une nouvelle série au rédacteur en chef Alain De Kuyssche. La première histoire parait dans Spirou en 1978 et s’intitule “La porte condamnée”.
Pour les "nouvelles aventures", lassé de sa création Woogee (1992-1998), André Benn souhaite « passer provisoirement à autre chose » et n'oublie pas les aventures de Mic Mac Adam. Puisque ses rééditions circulent encore en France, en Belgique et aux Pays-Bas : il décide de redonner vie à ce personnage. Pour le scénario, il contacte Luc Brunschwig après avoir lu son interview dans La Lettre de Dargaud qui « l'avait fort touché » : ce dernier, ne connaissant pas cette série, est « partant pour l’aventure, je l’ai invité chez moi pendant une semaine. Nous avons fait connaissance et on a discuté de nos points de vue sur Mic Mac Adam », raconte-il dans une interview en avril 2006.
Luc Brunschwig écrit le scénario du troisième tome intitulé Les Taupes, dont l'album sort en juin 2004 aux côtés de son frère Yves Brunschwig. Ce dernier ne peut plus écrire avec lui. Luc Brunschwig pense à Sylvain Runberg qui accepte et avec qui il poursuit alors les deux derniers tomes L'Amazone des ténèbres (2006) et Verdun (2007).

## Postérité

### Accueil critique
Les avis critiques montrent que la série est bien notée (3.6 sur 5). La mise en parallèle du héros “à gros nez” typique de l’Ecole de Marcinelle et d’histoires horrifiques en fait toute son originalité .
Comme le note JP, la série est la première grande oeuvre de Benn et est considérée, par les amateurs de BD éclairés, comme l'une des séries les plus originales des années 1970
Pour Luc Dangoisse dans “Le Peuple” et au sujet de la première intégrale Les classiques du rire, Mic Mac Adam reprend du service avec une synthèse des 335 pages dessinées entre 1978 et 1987 de ses courtes enquêtes policières humoristiques et fantastiques à la « Wasterlain » . Pour Rodolphe dans Pilote et Charlie en 1998, La série est "Un bon thriller fantastique, bourré d'ironie et d'humour et pimenté d'un zeste d'érotisme et d'épouvante, à déguster avec bonheur, seul chez moi un soir de pluie, au fond d'un vieux fauteuil de cuir avec, à la main, un verre d'un de ces excellents « Glen » dont les compatriotes de Mic Mac Adam gardent jalousement le secret" . Dans sa critique, Fufu de BDgest écrit: Quand Mic Mac Adam est de retour, on sait que le mystère et le crime ne seront pas loin .
Pour les "nouvelles aventures" et alors qu'il débute avec Les Amants décapités qui sort en 2001, et Le Roi Barbare, en 2002, les lecteurs remarquent que le personnage s'aventure dans le réalisme, bien loin des premiers récits humoristiques de Stephen Desberg : « Je voulais emmener Mic Mac dans un univers proche de l'enfance. La vie actuelle du personnage est une prolongation de ses rêves, des conversations avec son père. Le lecteur comprendra dans le second tome la raison de son attirance pour le fantastique. C'est une nouvelle aventure de Mic Mac Adam, mais en même temps, on ouvre des portes vers d'autres voies… », explique le scénariste.
Pour l’album L’amazone des ténèbres, comme l'écrit Fufu dans sa critique: "Graphiquement, il n'y a rien à redire : le talent de Benn pour marier le dessin "rond" aux ambiances sombres et terrifiantes ne fait pas défaut. La noirceur, la violence et l'oppression sont véritablement la marque des aventures de Mic Mac Adam, aujourd'hui comme il y a 20 ans" .

### Diffusion internationale
La série est a été traduite et publiée en néerlandais par Dupuis d'abord puis par Arcadia sous le nom de Mick Mac Adam et en Allemagne, quatre albums chez Feest-Verlag, 1988 et publiés dans Zack.

### Influences
Les influences sont multiples sur cette série et c'est ce qui en fait son originalité. Pour le scénario, les détectives qui l'ont précédés étaient de nationalité anglaise pour Sherlock Holmes, américaine pour Harry Dickson et belge pour Hercule Poirot et puis après-tout Mic Mac Adam est un romancier écossais.
Récit après récit, tant le graphisme que le scénario changent de registre, vont vers un ailleurs de plus en plus noir. Les 5 Miroirs est d'ailleurs un thriller, adressé à un lectorat plus mature, on quitte l'École de Marcinelle et son humour pour un style plus "fantastique"  avec un dessin semi-réaliste de plus en plus personnel.
Dans Les Nouvelles Aventures de Mic Mac Adam, on se rapproche encore plus du réalisme et le propos est du Fantastique mêlé à la diablerie mâtiné d'une noirceur encore plus prononcée quand ce n'est pas de l'horreur.
La série interpelle car se place à cheval entre un réalisme historique, comme la 1ère guerre mondiale pour le tome L'amazone des ténèbres et le fantastique. Benoit Cassel note que Sommes-nous dans une réalité parallèle ou découvre-t-on un épisode méconnu, car fantastique – voire « heroïc-fantaisiste » – du premier conflit mondial ?" .

## Les intégrales
Les intégrales reprennent les premières puis nouvelles aventures de Mic Mac Adam publiées en albums ainsi que de nombreuses histoires courtes publiées dans Le Journal de Spirou.
L’intégrale tome 1 Le livre noir contient une préface de Jacques Pessis puis des histoires courtes: La Porte condamnée; Le Nabot maudit; Les étranges visites de Mister Wax; Le Passeur des morts; Le Bois maudit; Le Coffret récalcitrant; Le Fantôme du Zwyn; Il était une fois en Écosse; Si jeune et déjà si mort...; Un Conte de Mic Mac Adam. Il contient aussi les histoires éditées en albums: Le Tyran de Midnight Cross; Morts au sommet .
L’intégrale tome 2 Le livre de sang reprend des aventures courtes et d’autres publiées en albums. Comme le note Berthold, ces histoires sont “Des récits fort passionnants. 
Des enquêtes classiques mais où le lecteur marche à chaque fois. Les auteurs y insufflent un brin de manière anglaise, de l'humour et un fort bon suspense.” .
L’intégrale tome 3 Le livre de soufre contient les récits Diableros, Chantier Macabre, Nocturne en cauchemar majeur, Carnaval, Les 5 miroirs, Mac Adam au Canada. Il contient aussi un hommage au film E.T., l'extra-terrestre. Comme le note Berthold “On sent l’ambiance, l’atmosphère fantastique à chaque lecture. Cela vous envoute. Le dessin de Benn y est évidemment aussi pour quelque chose. Son style est dynamique, aéré, il y a toujours du mouvement”.
L’intégrale tome 4 Le livre des cendres reprend les albums des Nouvelles aventures. L’action se passe cette fois pendant la première guerre mondiale. Le trait de Benn a évolué par rapport à l’ancienne série et se veut plus réaliste ,.

## Publications

### Revue
- Le Journal de Spirou (1978-1987), Dupuis[21]
  - La Porte condamnée, no 2091, 1978 (récit complet de huit pages)
  - Le Nabot maudit, no 2104, 1978 (récit complet de six pages)
  - Le Passeur des morts, de no 2133 à no 2134, 1979
  - Le Bois maudit, no 2139, 1979 (récit complet de quatre pages)
  - Les Étranges Visites de Mister Wax, de no 2146 à no 2147, 1979
  - Où l’on apprend comment Mic Mac Adam parvint à ouvrir un coffret récalcitrant, no 2161, 1979 (récit complet de deux pages)
  - Le Tyran de Midnight Cross, de no 2208 à no 2228, 1980
  - Les Mains d'ivoire, de no 2282 à no 2291, 1982
  - Le Bois des lépreux, de no 2327 à no 2339, 1982
  - Morts au sommet, no 2383, 1983 (récit complet de onze pages)
  - Le Cottage, no 2396, 1984 (récit complet de douze pages)
  - La Dernière Chasse, no 2407, 1984 (récit complet de treize pages)
  - Si jeune et déjà si mort…, no 2420, 1984 (récit complet de dix pages)
  - Diableros, de no 2444 à no 2445, 1985
  - Chantier macabre, de no 2446 à no 2447, 1985
  - Mort aux dents, no 2456, 1985 (récit complet de onze pages, complètement inédit en album)
  - Carnaval, no 2482, 1985 (récit complet de onze pages)
  - Nocturne en cauchemar majeur, no 2494, 1986 (récit complet de onze pages)
  - Les Cinq Miroirs, de no 2555 à no 2558, 1987

### Albums
| Mic Mac Adam (1982-1988) - 1 Le Tyran de Midnight Cross, Dupuis, Marcinelle, juillet 1982 Scénario : Stephen Desberg - Dessin : Benn - Couleurs : Jacqueline Benn - (ISBN 2-8001-0912-2) - 2 Morts au sommet, Dupuis, Marcinelle, juillet 1985 Scénario : Stephen Desberg - Dessin : Benn - Couleurs : Jacqueline Benn - (ISBN 2-8001-1149-6) - 3 Les Mains d'ivoire, Fleurus, février 1987 Scénario : Stephen Desberg - Dessin : Benn - Couleurs : Jacqueline Benn - (ISBN 2-215-00921-7) - 4 Le Bois des lépreux, Fleurus, octobre 1987 Scénario : Stephen Desberg - Dessin : Benn - Couleurs : Jacqueline Benn - (ISBN 2-215-00978-0) - 5 Les Cinq Miroirs, Fleurus, janvier 1988 Scénario : Stephen Desberg - Dessin : Benn - Couleurs : Cécile Bertrand - (ISBN 2-215-00994-2) - 6 Diableros, Loup, janvier 2000 Scénario : Stephen Desberg - Dessin : Benn - (ISBN 2-930283-15-7) |

| Les Nouvelles Aventures de Mic Mac Adam (2001-2007) - 1 Les Amants décapités, Dargaud, septembre 2001 Scénario : Luc Brunschwig - Dessin : Benn - Couleurs : Color Twins - (ISBN 2-87129-305-8) - 2 Le Roi barbare, Dargaud, octobre 2002 Scénario : Luc Brunschwig - Dessin : Benn - Couleurs : Color Twins - (ISBN 2-87129-461-5) - 3 Les Taupes, Dargaud, juin 2004 Scénario : Luc Brunschwig et Yves Brunschwig - Dessin : Benn - Couleurs : Color Twins - (ISBN 2-87129-539-5) - 4 L'Amazone des ténèbres, Dargaud, avril 2006 Scénario : Luc Brunschwig et Sylvain Runberg - Dessin : Benn - Couleurs : Christian Lerolle - (ISBN 2-87129-877-7) - 5 Verdun, Dargaud, juillet 2007 Scénario : Luc Brunschwig et Sylvain Runberg - Dessin : Benn - Couleurs : Christian Lerolle - (ISBN 978-2-505-00145-4) |

| Intégrales - 0 Fantômes en folie, Dargaud, décembre 1996 Scénario : Stephen Desberg - Dessin et couleurs : Benn - (ISBN 2205045830) - 1 Le Livre noir, Dargaud, décembre 2005 Scénario : Stephen Desberg - Dessin : Benn - Couleurs : Jacqueline Benn - (ISBN 2-87129-748-7) - 2 Le Livre de Sang, Dargaud, décembre 2005 Scénario : Stephen Desberg - Dessin : Benn - Couleurs : Jacqueline Benn - (ISBN 2-87129-742-8) - 3 Le Livre de Soufre, Dargaud, novembre 2006 Scénario : Stephen Desberg - Dessin : Benn - Couleurs : Jacqueline Benn et Cécile Bertrand - (ISBN 2-505-00014-X) - 4 Le Livre de Cendres, Dargaud, janvier 2010 Scénario : Luc Brunschwig, Yves Brunschwig et Sylvain Runberg - Dessin : Benn - Couleurs : Color Twins et Christian Lerolle - (ISBN 978-2-505-00743-2) |

#### Livres
- Philippe Mellot, Michel Denni, Laurent Turpin et Isabelle Morzadec, « Benn (André Beniest dit) », dans Trésors de la bande dessinée BDM 2021-2022 - Catalogue encyclopédique & Argus, Paris, Les Arènes, 2020 (ISBN 9791037502582), p. 739.
- (nl) André Benn, Luc Brunschwig et Sylvain Runberg, Mick Mac Adam - De Amazone der duisternis : Dossier Achter de schermen (Deel 1), Belgique, Arcadia, coll. « Millenium », décembre 2007, 68 p. (ISBN 978-90-7692-643-8), p. 1, 6, 7, 12, 18
- (nl) André Benn, Luc Brunschwig et Sylvain Runberg, Mick Mac Adam - Verdun : Dossier Achter de schermen (Deel 2), Belgique, Arcadia, coll. « Millenium », 12 décembre 2009, 64 p. (ISBN 978-90-76926-69-8), p. 2, 3, 7
- Patrick Gaumer, « Mic Mac Adam », dans Dictionnaire mondial de la BD, Paris, Larousse, 2010 (ISBN 9782035843319), p. 595.

#### Périodiques
- JP, « Mic Mac Adam : la première grande œuvre d'André Benn », La Lettre de Dargaud, no 32,‎ novembre-décembre 1996
- L'équipe Dargaud - Alain De Kuyssche, « La Seconde Vie de Mic Mac Adam », La Lettre de Dargaud, Dargaud, no 61,‎ septembre-octobre 2001 (lire en ligne)
- Rédaction, « Benn: Dossier Mic Mac Adam », Blam !, no 12,‎ mai 2003

### Articles
- (nl) Rédaction (MK), « De nieuwe avonturen van Mic Mac Adam 1: De onthoofde geliefden », De Standard,‎ 18 septembre 2001 (lire en ligne)
- Patrick Albray, « Les Amants décapités », ActuaBD,‎ 21 septembre 2001 (lire en ligne, consulté le 20 avril 2022)
- Hubert Leclercq, « Les Amants décapités : Un bain de jouvence réussi », La DH Les Sports+,‎ 14 septembre 2001 (lire en ligne, consulté le 20 avril 2022)
- Francis Matthys, « Des frissons à des degrés divers », La Libre Belgique,‎ 5 janvier 2006 (lire en ligne, consulté le 20 avril 2022)
- Nicolas Anspach, « Benn, Brunschwig & Runberg : « Mic Mac Adam croise enfin des personnalités authentiques de la guerre des tranchées » », ActuaBD,‎ 11 avril 2006 (lire en ligne, consulté le 23 mai 2022)